# Sinope (Mythologie)
Sinope (altgriechisch Σινώπη Sinṓpē) ist in der griechischen Mythologie eine Najade, welche für ihre außerordentliche Schönheit bekannt ist. Sie ist die Tochter des Asopos und der Metope.
Der Göttervater Zeus verliebte sich in die Najade und jagte die scheue Sinope durch die halbe Welt. Durch ihre Leichtfüßigkeit war sie so schnell wie der Gott selbst und konnte Zeus zunächst entkommen. Doch ihr gingen bald die Kräfte aus, und Zeus holte sie ein. Blind vor Liebe versprach er ihr, ihr jeden Wunsch zu erfüllen. Sinope antwortete, dass es ihr größter Wunsch sei, für immer Jungfrau zu bleiben. Da der wütende Zeus sein Versprechen nicht zurücknehmen konnte, erfüllte er ihr diesen Wunsch.
Dort, wo Zeus die Nymphe einholte, wurde die Stadt Sinope gegründet, die heute den Namen Sinop trägt.

## Belege
- Apollonios von Rhodos: Das Argonautenepos. Herausgegeben, übersetzt und erläutert von Reinhold Glei und Stephanie Natzel-Glei. Band 1: Erstes und zweites Buch. 2. Auflage, Wissenschaftliche Buchgesellschaft, Darmstadt 2007, S. 126–127 [Buch 2, Zeilen 946–951].

- Dionysios von Alexandria: Das Lied von der Welt. Zweisprachige Ausgabe von Kai Brodersen. Olms, Hildesheim u. a., 1994, S. 92–93 [Zeilen 775–779].